# Відкритий чемпіонат Австралії з тенісу 2012
Відкритий чемпіонат Австралії з тенісу 2012 — тенісний турнір, що проходив із 16 по 29 січня 2012 року на кортах Мельбурн-Парку в Мельбурні, Австралія. Це сотий чемпіонат Австралії з тенісу і перший турнір Великого шолома в поточному році.

## Переможці

### Одиночний розряд. Чоловіки
У фіналі  Новак Джокович переміг  Рафаеля Надаля, 5–7, 6–4, 6–2, 6–7(5–7), 7–5

### Одиночний розряд. Жінки
У фіналі  Вікторія Азаренко перемогла  Марію Шарапову, 6-3, 6-0

### Парний розряд. Чоловіки
Леандер Паес /  Радек Штепанек перемогли пару  Боб Браян /  Майк Браян, 7–6(7–1), 6–2

### Парний розряд. Жінки
Світлана Кузнецова /  Віра Звонарьова перемогли пару  Сара Еррані /  Роберта Вінчі, 5–7, 6–4, 6–3

### Мікст
Бетані Маттек-Сендс /  Горія Текеу перемогли пару  Олена Весніна /  Леандер Паес, 6–3, 5–7, [10–3]

### Юніори

#### Хлопці. Одиночний розряд
Люк Севілл переміг  Філіпа Пеліво, 6–3, 5–7, 6–4

#### Дівчата. Одиночний розряд
Тейлор Таунсенд перемогла  Юлію Путінцеву, 6–1, 3–6, 6–3

#### Хлопці. Парний розряд
Лаям Броді /  Джошуа Ворд-Гібберт перемогли пару  Адам Павласек /  Філіп Вегер, 6–3, 6–2

#### Дівчата. Парний розряд
Гебріелл Ендрюз /  Тейлор Таунсенд перемогли пару  Ірина Хромачова /  Данка Ковінич, 5–7, 7–5, [10–6]